# Comment réussir en amour
Pour plus de détails, voir Fiche technique et Distribution.
Comment réussir en amour est un film français réalisé par Michel Boisrond, sorti en 1962.

## Synopsis
Bernard, un jeune et sérieux éditeur de livres religieux, se trouve entrainé dans de cocasses et mouvementées aventures avec Sophie, une danseuse de twist farfelue. Ayant perdu sa propre situation, il entre aux Editions du Soleil grâce au manuscrit de son ami Marcel : Comment réussir en amour. 
Débarrassé de sa timidité, il réussit brillamment sa carrière ; et comme il a mis à profit les enseignements du manuscrit, Bernard finit par épouser Sophie. Mais il se trouve bientôt confronté aux fantaisies de l'impétueuse jeune femme.

## Fiche technique
- Titre : Comment réussir en amour
- Réalisation : Michel Boisrond
- Scénario  : Annette Wademant
- Photographie : Robert Lefebvre
- Montage : Claudine Bouché
- Décors : François de Lamothe
- Musique : Georges Garvarentz
- Chorégraphie : Claude François
- Producteur : Julien Rivière
- Sociétés de production : France Cinéma Productions, Francos Films, PCM Films
- Pays d'origine :  France |  Italie
- Langue : Français
- Tournage : du 12 juin 1962 au 27 juillet 1962
- Format : Noir et blanc — 35 mm — 1,37:1 — Son : Mono
- Genre : Comédie
- Durée : 102 minutes (1 h 42)
- Dates de sortie :
  - France : 16 novembre 1962
  - Italie : 14 mars 1963

## Distribution
- Jean Poiret : Bernard Monod
- Dany Saval : Sophie Rondeau
- Jacqueline Maillan : Edmée Rondeau
- Roger Pierre : Marcel
- Dominique Davray : Joséphine
- Jacques Charon : le directeur des Éditions du Soleil
- Hélène Duc : la femme du directeur des Éditions du Soleil
- Maurice Chevit : l'agent
- Claude Piéplu : le professeur de danse
- Robert Seller : le docteur
- Noël Roquevert : le directeur des Éditions Saint-Vincent-de-Paul
- Michel Serrault : le commissaire
- Max Montavon : l'éditeur de chanson
- Audrey Arno : Gillian
- Eddy Mitchell : le chanteur
- Christian Marin : Fernand
- Harry Max : le vendeur d'appartements
- Bernard Musson : le vendeur d'appartements
- Pascal Mazzotti : le vendeur d'appartements
- Nono Zammit : un agent
- Les Chaussettes Noires